# Kuraishia
Kuraishia är ett släkte av svampar. Kuraishia ingår i familjen Saccharomycetaceae, ordningen Saccharomycetales, klassen Saccharomycetes, divisionen sporsäcksvampar och riket svampar.
|           | Saccharomyces                                                                 |
|           |                                                                               |
|           | Zygosaccharomyces                                                             |
|           |                                                                               |
|           | Kazachstania                                                                  |
|           |                                                                               |
|           | Kluyveromyces                                                                 |
|           |                                                                               |
|           | Torulaspora                                                                   |
|           |                                                                               |
| Kuraishia | \| \| Kuraishia molischiana \| \| \| \| \| \| Kuraishia capsulata \| \| \| \| |
|           | \| \| Kuraishia molischiana \| \| \| \| \| \| Kuraishia capsulata \| \| \| \| |
|           | Tetrapisispora                                                                |
|           |                                                                               |
|           | Zygotorulaspora                                                               |
|           |                                                                               |
|           | Vanderwaltozyma                                                               |
|           |                                                                               |
|           | Nakaseomyces                                                                  |
|           |                                                                               |
|           | Lachancea                                                                     |
|           |                                                                               |
|           | Kurtzmaniella                                                                 |
|           |                                                                               |
|           | Naumovozyma                                                                   |
|           |                                                                               |
|           | Kuraishia molischiana                                                         |
|           |                                                                               |
|           | Kuraishia capsulata                                                           |
|           |                                                                               |

|  | Kuraishia molischiana |
|  |                       |
|  | Kuraishia capsulata   |
|  |                       |